# Detector termoiònic
El detector termoiònic (TID, de thermoionic detector, en anglès) és un detector usat en cromatografia de gasos. És selectiu per a compostos orgànics fosforats i nitrogenats, encara que la seva resposta no és igual per a tots dos elements, sent per al fòsfor 10 vegades més gran que per al nitrogen. És unes 500 vegades més sensible que el detector d'ionització de flama per a compostos fosforats i unes 50 vegades més sensible per compostos nitrogenats (típicament amines, nitrats i altres espècies). A causa d'aquesta sensibilitat obtinguda amb compostos fosforats, el seu ús és ampli en la determinació de pesticides fosforats.
Aquest detector té un principi de funcionament semblant al detector d'ionització de flama: el gas de sortida de la columna es barreja amb hidrogen i es crema. Aquest gas passa al voltant d'una esfera de rubidi escalfada elèctricament fins a uns 600-800 °C, i mantinguda a un potencial de 180 V respecte al col·lector, al voltant de la qual es forma un plasma. Mitjançant un mecanisme no molt ben establert, es forma una gran quantitat d'ions a partir de les molècules fosforats i nitrogenades, i en tenir un medi conductor aquesta diferència de potencial permet l'aparició d'una petita corrent elèctric amplificar-lo i mesurable. En general, la intensitat del corrent serà proporcional al nombre d'ions formats i, per tant, a la quantitat d'analit.